# René Vandereycken
René Vandereycken (Spalbeek, 1953. július 22. –) Európa-bajnoki ezüstérmes belga labdarúgó, középpályás, edző.
Részt vett az 1980-as olaszországi Európa-bajnokságon, az 1984-es franciaországi Európa-bajnokságon és az 1986-os mexikói világbajnokságon. Az 1982-es spanyolországi világbajnokságra nevezve lett, de az utolsó pillantban megsérült és Jos Daerden került helyére a keretbe.

## Sikerei, díjai
Belgium
- Európa-bajnokság
  - ezüstérmes: 1980, Olaszország
- Világbajnokság
  - 4.: 1986, Mexikó

 Club Brugge
- Belga bajnokság
  - bajnok: 1975–76, 1976–77, 1977–78, 1979–80
- Belga kupa
  - győztes: 1977
- Belga szuperkupa
  - győztes: 1980
- Bajnokcsapatok Európa-kupája (BEK)
  - döntős: 1977–78
- UEFA-kupa
  - döntős: 1975–76

 Anderlecht
- Belga bajnokság
  - bajnok: 1984–85, 1985–86